# Sporobolus airoides
Sporobolus airoides là một loài thực vật có hoa trong họ Hòa thảo. Loài này được (Torr.) Torr. miêu tả khoa học đầu tiên năm 1853.

## Hình ảnh

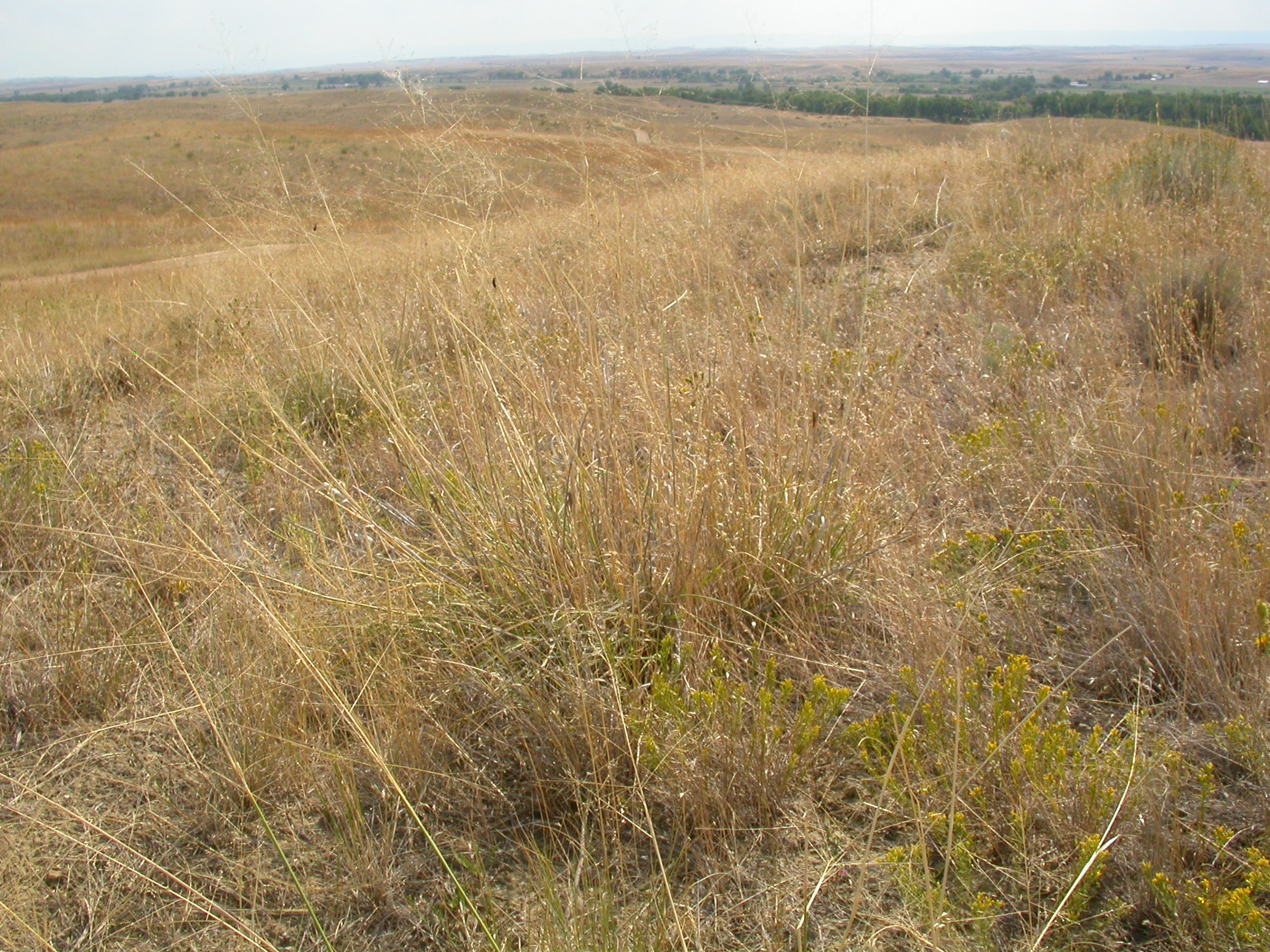
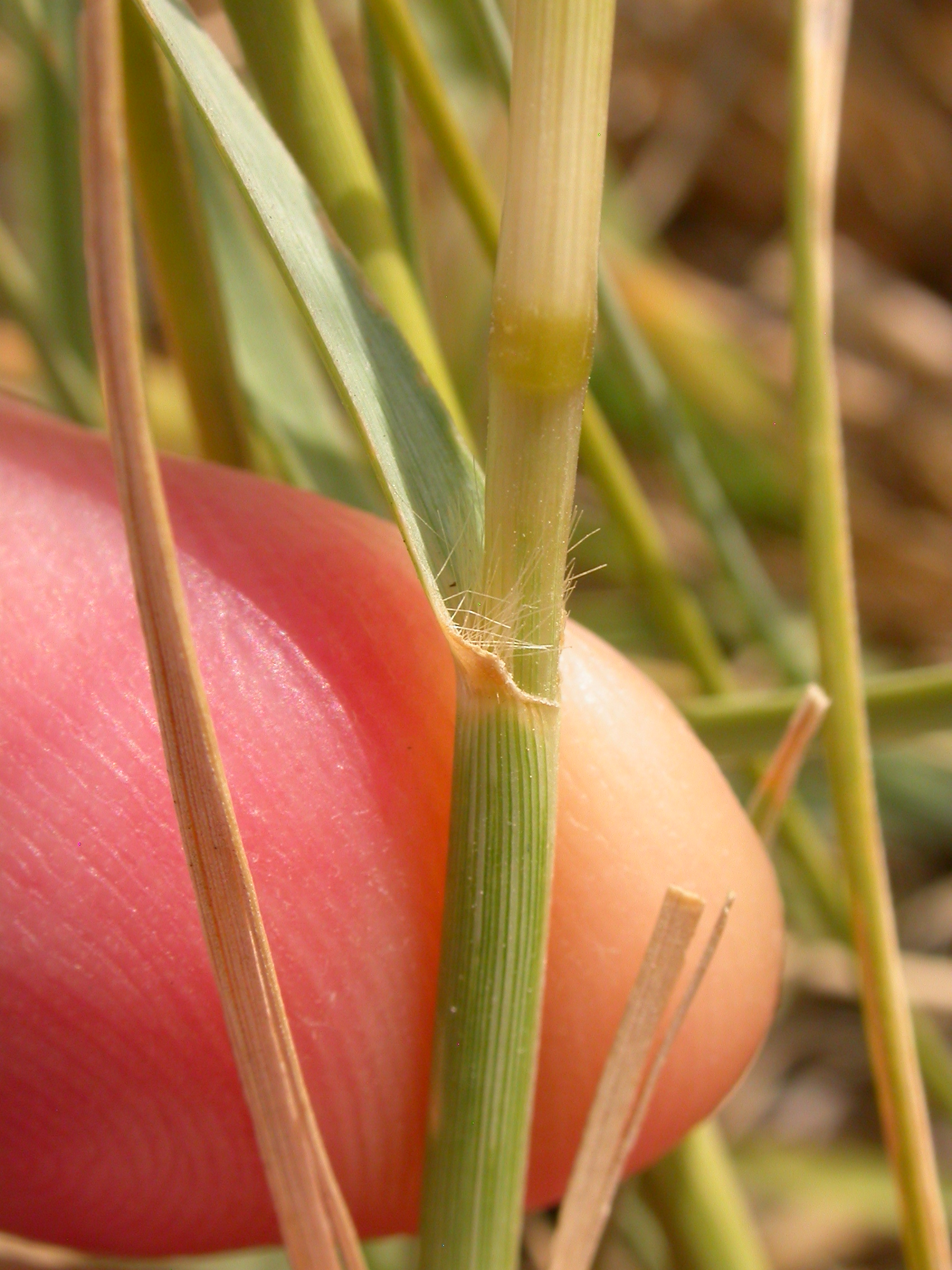
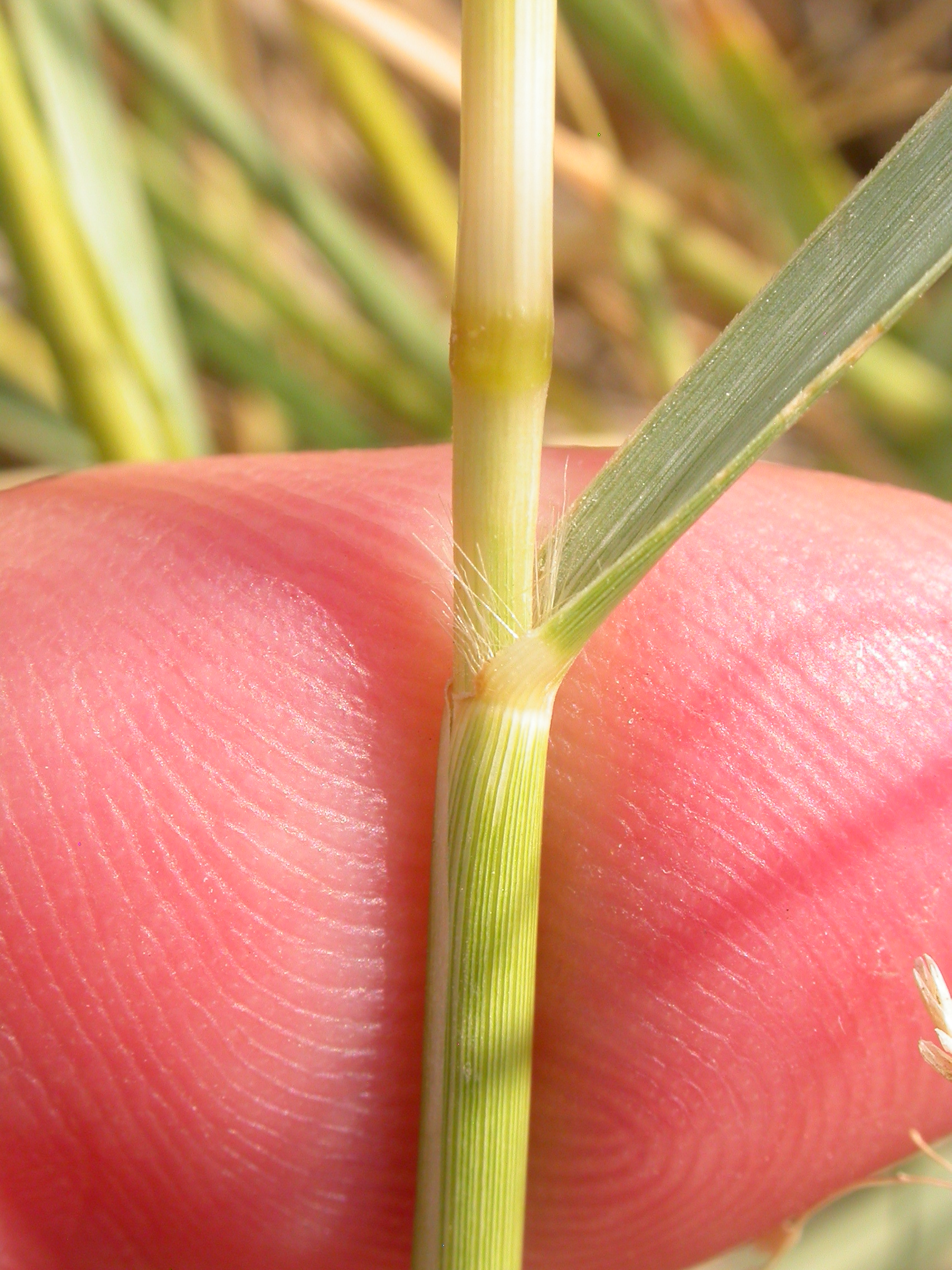
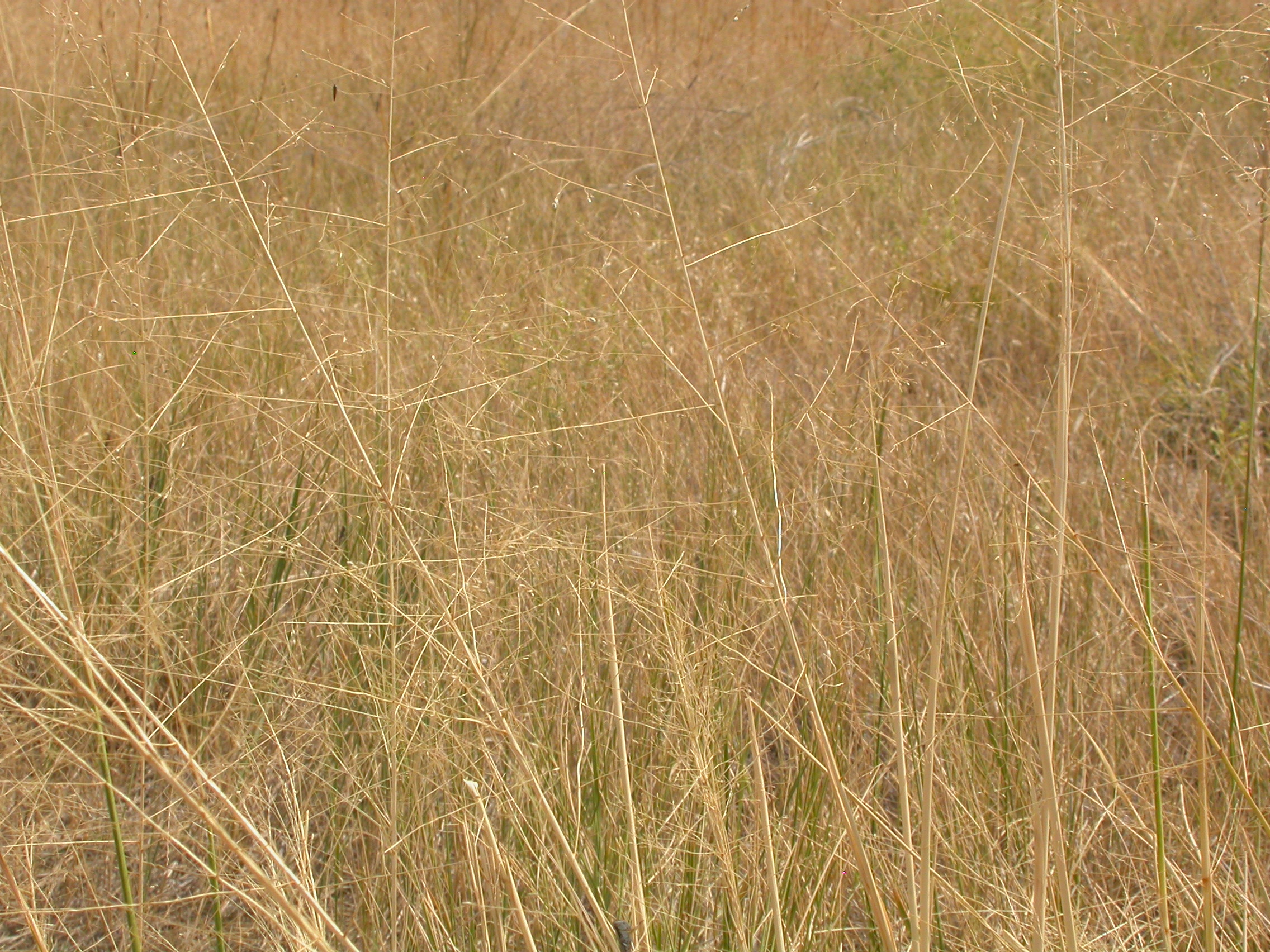